# Первое правительство Лазаренко
В статье даются сведения о составе Кабинета Министров Украины под председательством Павла Лазаренко, действовавшего в мае — июле 1996 года.
В соответствии со статьей 116 Конституции Украины от 20 апреля 1978 года (в редакции Закона Украины от 27 октября 1992 г. № 2734-XII) в состав Кабинета Министров Украины входили Премьер-министр Украины, Первый вице-Премьер-министр, вице-Премьер-министры Украины, министры Украины, Министр Кабинета Министров Украины, председатели Службы безопасности Украины, Правления Национального банка Украины, Фонда государственного имущества Украины, Антимонопольного комитета Украины, Государственного комитета по делам охраны государственной границы Украины и Государственного таможенного комитета Украины.

## Состав Кабинета Министров
После даты назначения или освобождения от должности членов Кабинета Министров стоит номер соответствующего Указа Президента Украины. Члены Кабинета Министров, даты освобождения от должности которых не указаны, действовали на момент отставки правительства и были переназначены на эти же должности в новом составе Кабинета Министров.
До отставки Кабинета Министров, кроме Премьер-министра, были назначены только 4 члена Кабинета Министров.
Члены правительства расположены в списке в хронологическом порядке по дате их назначения.
- Лазаренко Павел Иванович — Премьер-министр Украины (28 мая 1996 г., № 383/96 — 5 июля 1996 г., № 510/96)
- Дурдинец Василий Васильевич — Первый вице-Премьер-министр Украины (с 18 июня 1996 г., № 440/96)
- Короневский Валентин Максимович — Министр финансов Украины (с 18 июня 1996 г., № 442/96)
- Бочкарев Юрий Георгиевич — Министр энергетики и электрификации Украины (с 1 июля 1996 г., № 485/96)
- Хоришко Анатолий Ильич — Министр сельского хозяйства и продовольствия Украины (с 1 июля 1996 г., № 486/96)

Указом Президента Украины от 5 июля 1996 г. № 510/96 в связи с принятием новой Конституции Украины принята отставка Премьер-министра Украины Лазаренко П. И. и в связи с этим отставка всего состава Кабинета Министров Украины. Кабинету Министров Украины поручено исполнять свои полномочия до начала работы вновь сформированного Кабинета Министров Украины.